# Siergiej Kusewicki

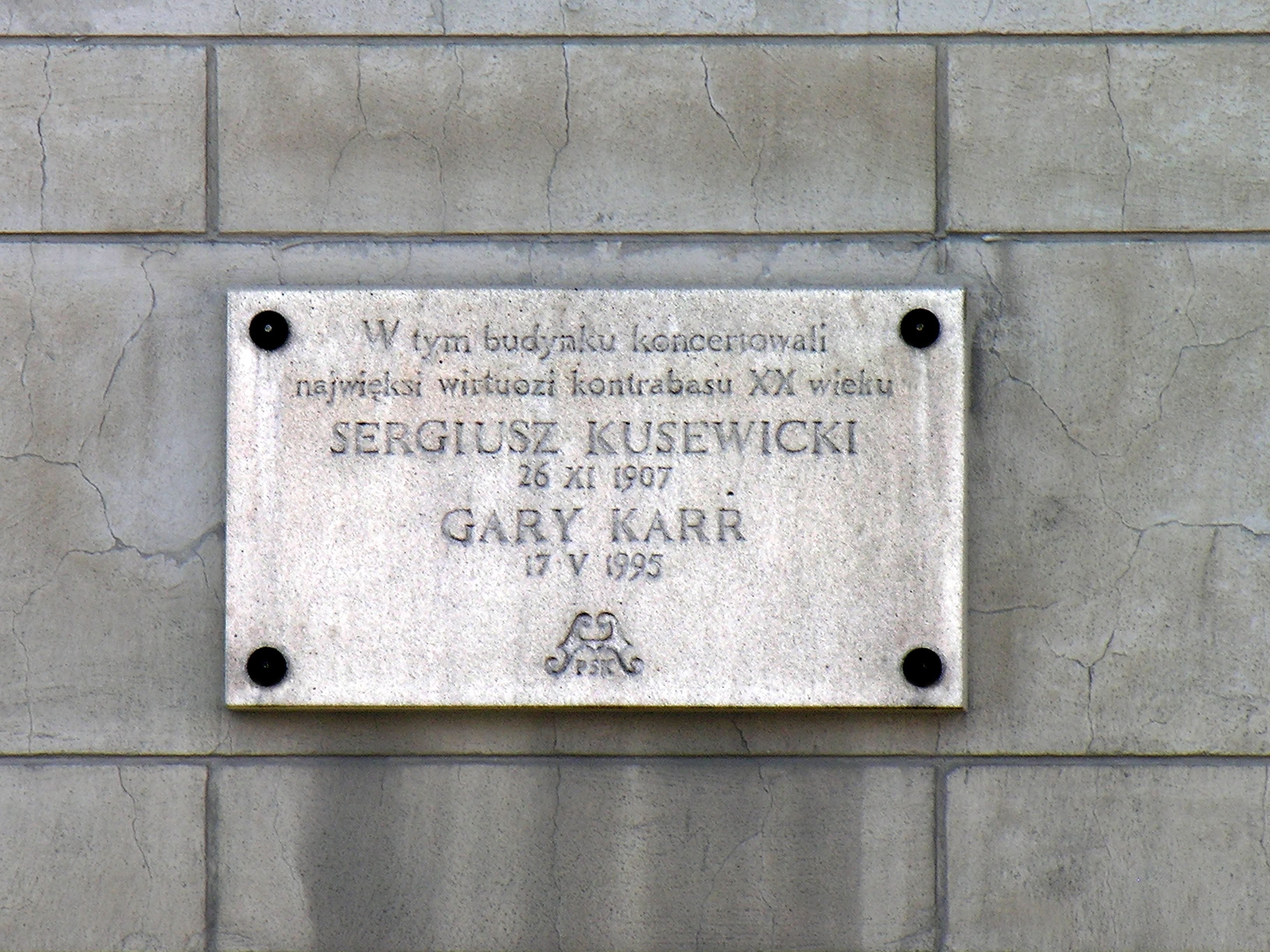
Tablica upamiętniająca koncert we Wrocławiu

Siergiej Aleksandrowicz Kusewicki, Serge Koussevitzky (ur. 14 lipca?/26 lipca 1874 w Wysznim Wołoczoku w guberni twerskiej, zm. 4 czerwca 1951 w Bostonie) – rosyjsko-amerykański dyrygent i pedagog żydowskiego pochodzenia.
Studiował w Moskwie grę na kontrabasie i teorię muzyki. Od 20. roku życia grał w orkiestrze Teatru Bolszoj, a mając 27 lat został jej pierwszym kontrabasistą. W 1903 po sukcesie podczas występu w Berlinie pozostał tam i studiował dyrygenturę. Jako dyrygent debiutował w 1908 z Filharmonikami Berlińskimi. W 1909 założył w Moskwie własną orkiestrę, w 1917 objął kierownictwo orkiestry symfonicznej w Piotrogrodzie. W 1920 przeniósł się do Paryża, gdzie w latach 1921–1928 prowadził Concerts Koussevitzky, propagując Prokofjewa, Strawinskiego i Ravela. W 1924 przyjechał do USA i stanął na czele Bostońskiej Orkiestry Symfonicznej, którą kierował do 1949.
W 1942 założył fundację (Koussevitzky Music Foundation) wspierającą twórczość kompozytorów różnych narodowości. Do 2020 r. przyznano blisko 450 stypendiów; otrzymali je m.in. Krzysztof Penderecki (1966), Tadeusz Baird (1968) i Agata Zubel (2019). Jego uczniami byli m.in. Leonard Bernstein i Lukas Foss.